# Волков, Виталий Васильевич (музыкант)
Вита́лий Васи́льевич Во́лков (1939—2005) — советский российско-белорусский трубач и музыкальный педагог, солист симфонического оркестра Белоруссии и симфонического оркестра Свердловской филармонии, профессор Белорусской консерватории, преподаватель Минского института культуры, Каирской и Багдадской консерваторий. Заслуженный артист Белорусской ССР (1980).

## Биография
В 1964 году окончил Уральскую консерваторию, а в 1969 — аспирантуру по классу Вячеслава Щёлокова. С 1963 по 1968 он был солистом симфонического оркестра Свердловской филармонии.
С 1968 года Волков стал солистом симфонического оркестра Белоруссии. В 1980 году ему было присвоено звание заслуженного артиста Белорусской ССР.
С 1974 года Виталий Волков начал преподавать в Минском институте культуры. В 1978 — в Белорусской консерватории. В 1984 году ему было присвоено звания доцента, позже — профессора.
В 1979—1980 годах Волков преподавал в Каирской консерватории, с 1984 по 1987 — в Багдадской консерватории.
Виталий Волков написал несколько методических работ об игре на трубе, а также сделал ряд переложений и транскрипций для трубы и фортепиано. Он первым исполнил ряд сочинений современных белорусских композиторов. Скончался в 2005 году.

## Творчество
Народный артист России трубач Тимофей Докшицер, многократно слышавший игру Волкова, отмечал лёгкость и яркость звучания трубы своего коллеги. Описывая впечатления от концерта в честь 85-летнего юбилея Вячеслава Щёлокова в Свердловске, в котором они оба принимали участие, Докшицер написал, что исполнение Волковым 
...концерта Телемана на трубе пикколо отличалась подлинным мастерством и артистичностью.